# Cécile Rol-Tanguy
Pour les articles homonymes, voir Rol, Rol-Tanguy, Tanguy et Le Bihan.
Cécile Rol-Tanguy, née Le Bihan le 10 avril 1919 à Royan et morte le 8 mai 2020 à Monteaux, est une résistante française. Elle participe en tant qu'agent de liaison à l'insurrection parisienne d'août 1944.

## Biographie

### Famille, formation et carrière professionnelle
Cécile Rol-Tanguy est la fille du syndicaliste François Le Bihan (1893-1942), ouvrier électricien, membre de la SFIO, optant pour le Parti communiste après le congrès de Tours, déporté à Auschwitz dans le convoi des 45 000, et de Germaine Jaganet. Militants du Secours rouge international, ses parents hébergent de nombreux exilés politiques tchèques, hongrois, yougoslaves, italiens et allemands, réfugiés en France.
Après l'obtention de son brevet élémentaire à 16 ans, elle est formée au métier de sténodactylographe et suit un stage au secrétariat administratif du syndicat Confédération générale du travail (CGT) de la Compagnie parisienne de distribution d'électricité (CPDE). En novembre 1936, elle est engagée au syndicat des métaux CGT d'Île-de-France, dont le secrétaire est alors Henri Tanguy.

### Engagement

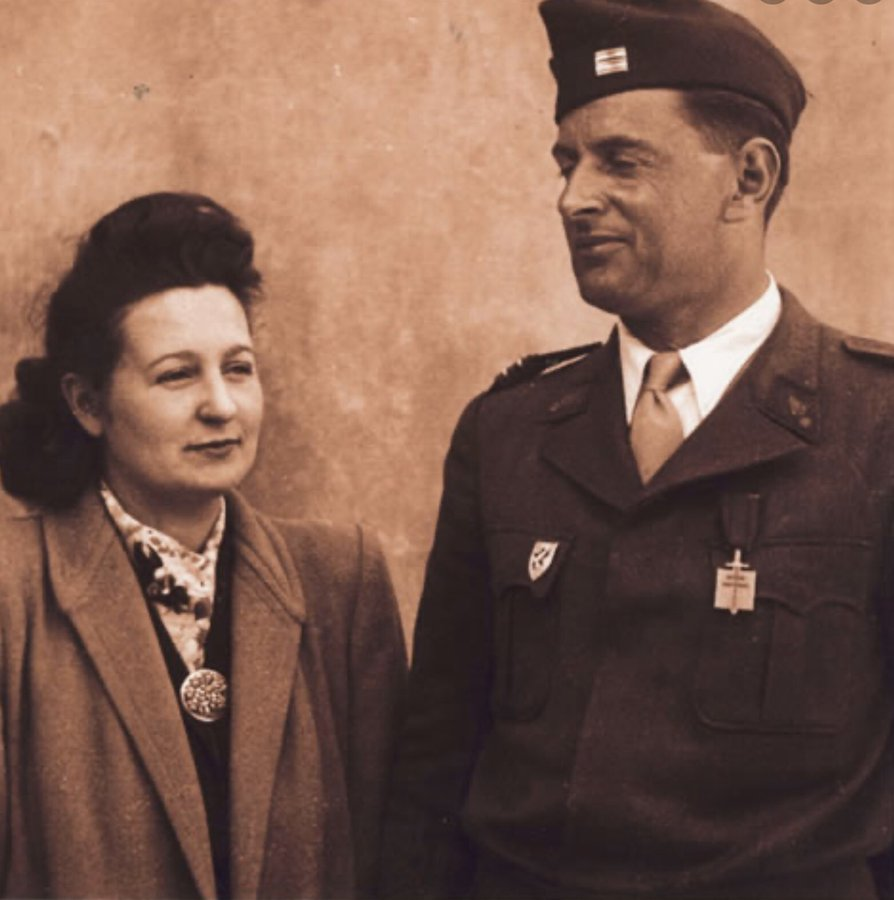
Cécile Rol-Tanguy et Henri Rol-Tanguy.

Cécile Rol-Tanguy milite à l'Union des jeunes filles de France et participe à des réunions du Comité d'aide à l'Espagne républicaine, puis elle adhère au Parti communiste en 1938. Elle devient la marraine de guerre d'Henri Tanguy, engagé dans les Brigades internationales et qu'elle épouse le 19 avril 1939. Ils auront cinq enfants : Hélène, maître de conférences honoraire à l'université Blaise Pascal (Clermont-Ferrand), Jean, journaliste, Claire et Francis, haut fonctionnaire,; ainsi que Françoise, morte en bas âge.
Au début de juillet 1940, elle entre dans la clandestinité ; Henri Tanguy, une fois démobilisé, la rejoint à Paris. Elle devient agent de liaison et prend les surnoms de « Jeanne », « Yvette » et « Lucie ». Seul Marcel Maillard (Génin) connaît leur véritable nom et leur adresse. Elle se sert d'une poussette pour cacher et transporter des documents secrets pour les Francs-tireurs et partisans (FTP). Elle dissimule également pistolets, grenades et détonateurs,. C'est elle qui, notamment, informe Jean-Pierre Timbaud qu'il est recherché.
Le 19 août 1944, elle rédige, sous la dictée d'Henri Tanguy, l'appel à l'insurrection des Parisiens : « Aux patriotes aptes à porter des armes. (…) La France vous appelle ! Aux armes, citoyens ! ». Le 26 août, elle assiste au défilé du général de Gaulle sur les Champs-Élysées et elle est la seule femme invitée à une rencontre pour remercier les membres de la Résistance à l'Hôtel de ville de Paris.

### Après la guerre: transmission
Cécile Rol-Tanguy devient co-présidente de l’association Les Amis des combattants de l'Espagne république (ACER), dont sa fille, Claire, deviendra secrétaire générale. Elle prend l'engagement, avec son mari, de rester adhérente du PCF et abonnée à L'Humanité jusqu'à sa mort. Henri Rol-Tanguy meurt en 2002.
En janvier 2014, elle salue avec Odette Nilès dans une tribune dans Le Monde la décision du transfert des cendres de Pierre Brossolette, Geneviève de Gaulle-Anthonioz, Germaine Tillion et Jean Zay au Panthéon.
Le 27 mai 2014, elle participe aux commémorations organisées à l'occasion de la journée nationale de la Résistance.
Elle meurt le 8 mai 2020 dans son village de Monteaux, à l'âge de 101 ans, 75 ans après la fin de la Seconde Guerre mondiale,. Elle est inhumée au cimetière de Monteaux (Loir-et-Cher).

## Décorations
- Grand officier de la Légion d'honneur Elle est faite chevalier de l'ordre le 10 juin 1984, puis est promue officier le 31 décembre 2002[19], commandeur le 11 juillet 2008[20], avant d'être élevée à la dignité de grand officier le 12 juillet 2013[21].
- Grand-croix de l'ordre national du Mérite Elle est directement élevée à la dignité de grand-croix en 2017 pour récompenser ses 75 ans de services[22].
- Médaille de la Résistance française (décret du 6 septembre 1945)[23], homologuée lieutenant FFI en janvier 1946[24].

## Filmographie
- Patrick Barbéris, Cécile Rol-Tanguy, une combattante de la liberté, 2004.